# Didymothallus pruvosti
Didymothallus pruvosti är en fiskart som beskrevs av Werner Schwarzhans och Møller 2007. Didymothallus pruvosti ingår i släktet Didymothallus och familjen Bythitidae. Inga underarter finns listade i Catalogue of Life.